# اييب العليا (السبرة)

تعديل مصدري - تعديل

اييب العليا هي إحدى قرى عزلة بلادالجماعي بمديرية السبرة التابعة لمحافظة إب، بلغ تعداد سكانها 483 نسمة حسب تعداد اليمن لعام 2004.